# Kukelská
Kukelská je ulice na Lehovci v katastrálním území Hloubětína na Praze 14. Začíná i končí na Slévačské, ústí do ní Žárská a Chvaletická, do té je ovšem zákaz vjezdu motorových vozidel. Kukelská prakticky kopíruje trasu Slévačeské.
Nazvána je podle rybníka Kukla v Hamru v okrese Jindřichův Hradec. Vedle Vizírské, Krylovecké, Rochovské a Kardašovské tedy patří do velké skupiny ulic na východě Hloubětína a v sousedních Kyjích, jejichž názvy připomínají vodstvo (rybníky). Ulice vznikla a byla pojmenována v roce 1975, když se letech 1972–1975 budovalo sídliště Lehovec.
Jižní stranu ulice tvoří tři nižší panelové domy. Na severní straně je psí hřiště, atletické hřiště, které patří k základní škole, rodinné domy a dva vyšší panelové domy. Ulice je v celém profilu jednosměrná.

## Budovy, instituce a atrakce
- Psí hřiště
- Atletické hřiště u Základní školy, Praha 9 – Lehovec, Chvaletická 918, Chvaletická 918/3.[3]
- Dětské hřiště Chvaletická
- Obytné panelové domy čp. 903, Kukelská 1 a čp. 904, Kukelská 3. Dvanáctipodlažní domy jsou dvěma ze čtyř dominant sídliště Lehovec.

## Galerie

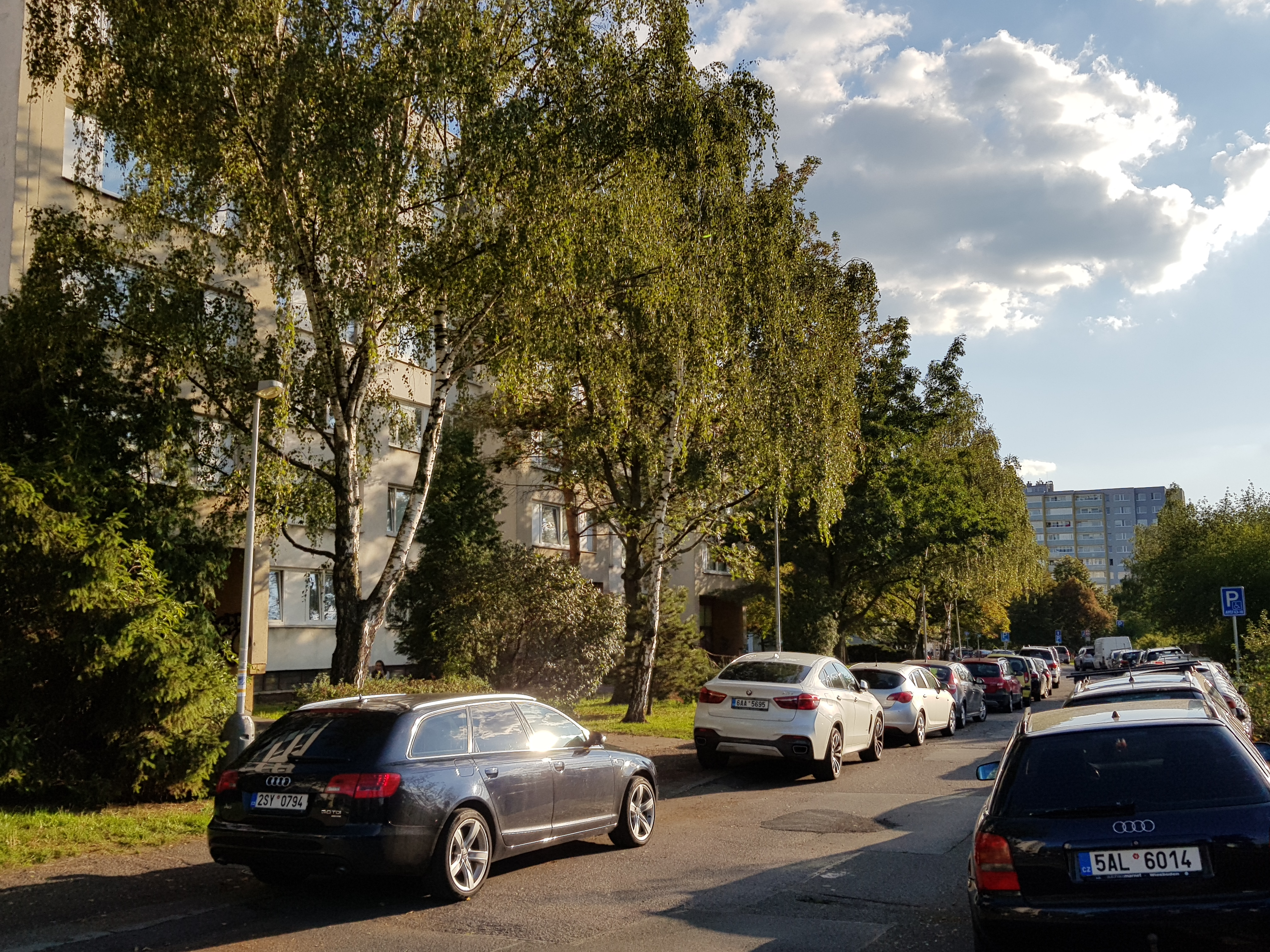
Pohled jihozápadním směrem.
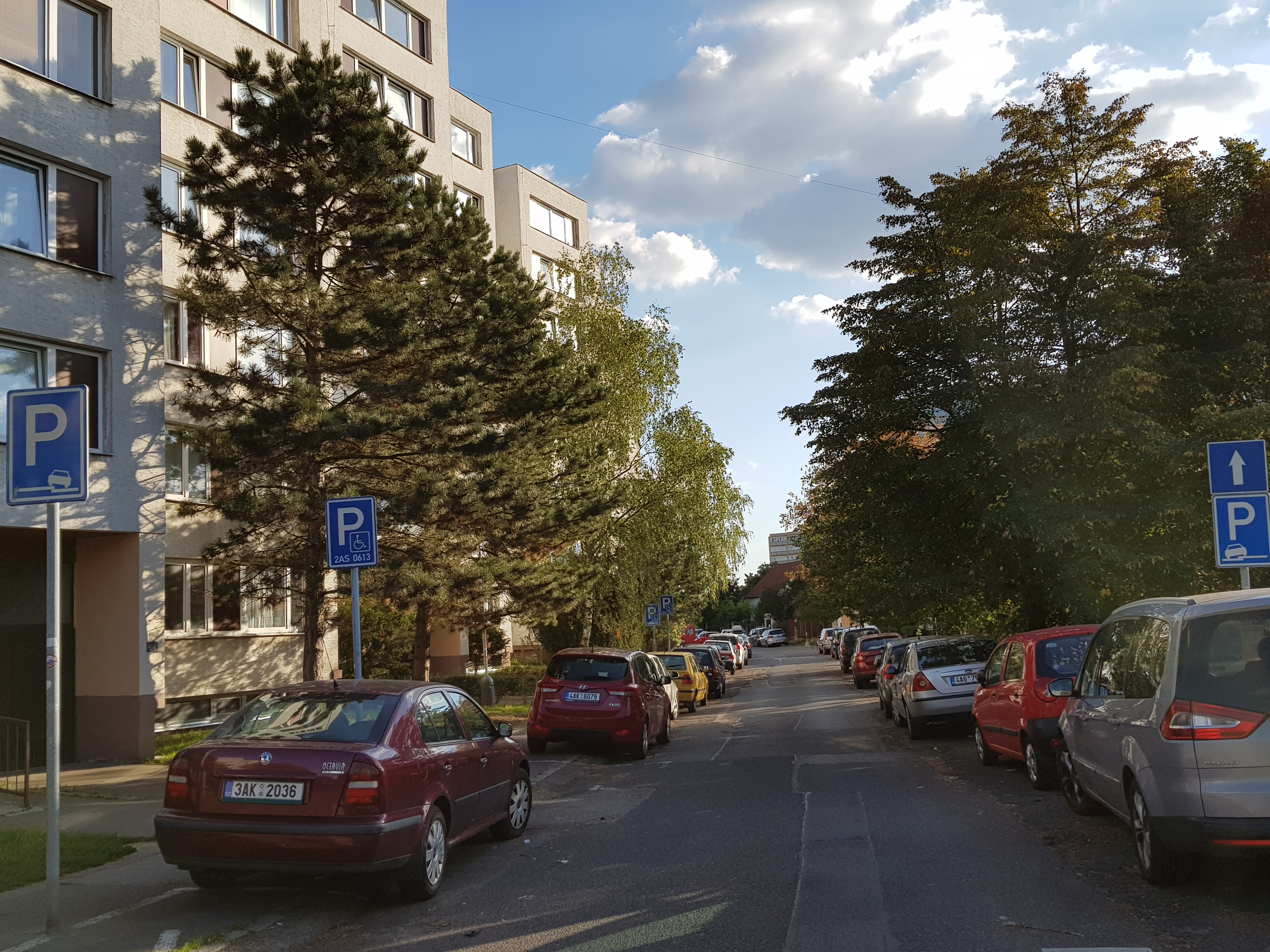
Pohled od křižovatky s Chvaletickou jihozápadním směrem.